# 방산충
방산충(放散蟲, radiolarian) 또는 방사충은 방산충아문에 속하며 학명은 Radiolaria이다. 바다에 사는 부유동물로 키틴질을 분비하고 외부는 규질의 골격으로 싸여 동그란 형·원반형·타원형을 이루며 모두 방사상의 모양을 한다. 구멍이 뚫린 외골격을 통해 여러 가지 위족이 나온다. 세포질은 중심낭이 있어 안쪽의 세포내질과 바깥쪽의 세포외질로 나뉘고 일정한 수의 구멍으로 연결되어 있다. 세포내질에는 핵이 있으며 세포외질에는 액포가 있어 부력을 조절한다. 많은 골침의 위족은 몹시 섬세하고 아름다우나 부스러지기 쉽다. 화석으로 유해는 바다 밑에 쌓여 방산충니를 형성하여 퇴적암의 일부가 된다. 출아, 이분법, 다분법 등의 무성생식을 하며 와편모충류와 공생하는 종류도 있다. 선캄브리아대(5억 7,000만 년 전) 지층에서 화석으로 발견되며 지구의 환경이나 지층을 비교하는 데 중요한 역할을 한다.